# Jongeaardecreationisme
Jongeaardecreationisme is een vorm van creationisme die beweert dat de Aarde en (meestal ook) het hele universum in één keer ongeveer zes- à tienduizend jaar geleden werden geschapen door de directe actie van God. 

## Samenvatting
Een dergelijke overtuiging wordt in de regel aangehangen door fundamentalistisch gelovende christenen, moslims en joden, die - in ieder geval wat de christenen en de joden betreft - het scheppingsverhaal in Genesis beschouwen als een letterlijk verslag van de schepping van het heelal. Jongeaardecreationisten geloven dat de aarde en het heelal jong zijn en dat onze planeet en al het leven daarop (inclusief de mens), in een korte periode van zes dagen van 24 uur zijn geschapen en dat die gebeurtenis in een Bijbelse tijdlijn van ongeveer zes- à tienduizend jaar geleden plaatsvond.
Een vorm van jongeaardecreationisme was lang gebruikelijk in het christelijke westen, totdat vanaf eind 18e eeuw de ontdekkingen op met name de gebieden van geologie, archeologie en egyptologie steeds meer bewijzen leverden dat zowel de aarde als de menselijke beschaving veel ouder zijn dan dat een letterlijke optelling van de in de Bijbel genoemde leeftijden suggereert. Jongeaardecreationisten betwisten de uitkomsten van deze ontdekkingen en menen deze in een veel kortere tijdspanne te kunnen inpassen. De dinosauriërs bijvoorbeeld zouden in hun optiek niet miljoenen jaren geleden hebben geleefd maar in de tijd van de Bijbelse aartsvaders.

## Jongeaardecreationisme en wetenschap
Het jongeaardecreationisme wordt door aanhangers tegenover de door hen als evolutionistisch betitelde verklaring voor de leeftijd van de Aarde en het heelal geplaatst. In een poging een wetenschappelijke scheppingsverklaring te geven voor de verschillende waarnemingen waarop deze wetenschappelijke theorieën berusten, is er binnen het jongeaardecreationisme een aantal concepten bedacht. 

### Alternatieve concepten
Om de wetenschappelijke bewijzen een plaats te geven, wordt soms een direct ingrijpen van de Schepper gepostuleerd. Er zijn echter ook creationistische geleerden die andere concepten zoeken voor waarnemingen op gebieden als geologie en kosmologie.
Door jongeaardecreationisten gepostuleerde alternatieven voor diverse wetenschappelijke theorieën zijn bijvoorbeeld:
- zondvloedgeologie, een begrip dat stelt dat de geologische aardlagen zouden zijn gevormd tijdens de wereldomspannende watervloed die in de Bijbel is beschreven; zo stelt de Duitse creationist Joachim Scheven dat de steenkoollagen van het Carboon de resten zijn van drijvend bos dat tijdens de zondvloed begraven werd.
- hydroplaten, een vermeende alternatieve verklaring voor continentale drift, in plaats van de platentektoniek;
- degeneratie, dat de waargenomen micro-evolutie een plaats geeft in het Bijbelse concept van de zondeval, maar tegelijkertijd macro-evolutie afwijst;
- kwantumroodverschuiving dat de kosmologische roodverschuiving op een andere manier zou verklaren.

Jongeaardecreationisten hebben ook het concept van intelligent design (ID) overgenomen van oudeaardecreationisten en progressieve creationisten. ID is onder andere gebaseerd op het begrip onherleidbare complexiteit. Het idee achter onherleidbare complexiteit is dat complexe organen, organismen en metabolismepaden uit zoveel innig samenwerkende delen bestaan dat deze niet door stapsgewijze evolutie zouden kunnen zijn ontstaan. Omdat elk deel essentieel zou zijn voor de werking van een complexe adaptatie, zouden deze derhalve als zodanig in een keer in de wereld geroepen moeten zijn. 
Als designer (ontwerper) van dergelijke zaken wordt een schepper verondersteld, bij christenen en joden is dat bijvoorbeeld de God uit het (Hebreeuws-)Bijbelse scheppingsverhaal. Bij moslims is dat de Allah uit de Koran. Het Hebreeuwse begrip baramin, dat in het Engels wordt vertaald als created kind en in het Nederlands vaak als type, speelt ook een rol. Hiermee wordt een groep verwante soorten aangeduid. Dit begrip is belangrijk omdat er wél een micro-evolutie wordt aangenomen, waardoor de verschillende biologische soorten die nu voorkomen, zouden zijn ontstaan uit een beperkt aantal baramins. Op deze manier zou het mogelijk zijn dat in de Ark van Noach tijdens de Zondvloed alle soorten ofwel typen konden passen. Ook wordt er soms een beroep gedaan op het concept van degeneratie, dat veronderstelt dat de huidige soorten alle ontstaan zijn door een proces van micro-evolutionaire degeneratie uit "hoger staande" oertypen.

### Methodologische kritiek

#### Datering
In de geologie, paleontologie en archeologie worden verschillende methoden voor datering gebruikt. Een belangrijk deel hiervan wordt gevormd door isotopendatering op basis van de C 14-methode, de kalium-argonmethode en de uranium-loodmethode. Door de geringe halveringstijd (5736 jaar) wordt koolstof 14 alleen gebruikt bij geologisch recente (vaak Holocene of laat-Pleistocene) fossielen. Met name de koolstof 14-datering wordt in twijfel getrokken, op basis van gevallen waarbij verschillende delen van (naar men veronderstelt) hetzelfde dier met de koolstof 14-datering zouden zijn gedateerd op een andere ouderdom. De wetenschappelijke verklaring voor dit verschil zou kunnen liggen in meetfouten, of in het bijpassen van verschillende delen van andere fossielen. Verder worden bij alle isotopendateringen alle (onontkoombare) veronderstellingen in twijfel getrokken, onder andere het constant zijn van de vervalsnelheid van het moederelement en de initiële verhouding moederelement/dochterelement. Men doet hier echter wel de aanname dat er aan het begin een bepaalde hoeveelheid uranium, kalium, koolstof of een andere stof in het gesteente of fossiel zat.

### Vermeend onverklaarbare verschijnselen

#### Ontbrekende schakels
- Het ontbreken van fossiele overgangsvormen. Volgens het jongeaardecreatisme is het ontbreken van dergelijke schakels een aanwijzing dat de evolutietheorie niet klopt.
- Het tegelijkertijd opduiken van alle belangrijke phyla van het dierenrijk tijdens de Cambrische explosie, terwijl er geen fossielen gevonden zijn uit voorafgaande perioden die hier maar enigszins op lijken. Oudere fossielen bestaan wel, van de Ediacara-fauna, maar die hebben volgens jongeaardecreationisten wat betreft bouwplan niets gemeen met de organismen die ontstaan zijn tijdens de Cambrische explosie.
- De bijzonder kleine kans van het toevallig ontstaan van leven.

### Overige ideeën
Er is ook een veelheid van ideeën in omloop waarbij niet duidelijk is wat de bedoeling van het argument is. Er wordt bijvoorbeeld gewezen op het ontbreken van een groter rif dan het (grootste, en 6000 jaar oud geschatte) Groot Barrièrerif, het bestaan van levende fossielen, de jaarlijkse groei van de Saharawoestijn en de leeftijd van Niagara Falls en de ringen van Saturnus (hoewel dit uiteraard niets zegt over de leeftijd van de aarde).

## Kritiek op het jongeaardecreationisme
Binnen het wetenschappelijk denken is de opvatting van het jongeaardecreationisme rond het begin van de 19e eeuw verlaten. Pogingen om het als een religieuze opvatting in leven te houden worden meestal gerespecteerd, maar pogingen om het een wetenschappelijke tint te geven vallen, door het ontbreken van feitelijke onderbouwingen, in de categorie pseudowetenschap.
De eerste moderne geoloog, James Hutton (1726-1796), stelde in 1795 dat de aarde veel ouder moest zijn dan tot dusver was aangenomen. Hij deed dat op basis van de veronderstelling dat de natuurwetten niet gebonden zijn aan tijd en dat dezelfde processen die nu plaatsvinden, in de loop van de tijd hebben geresulteerd in de huidige aarde. Dit principe heet uniformitarianisme en staat tegenover het door creationisten aangehangen catastrofisme.